# Кирил Жечев
Киро (Кирил) Жечев Жечев е български офицер (генерал-лейтенант).
Служил последователно в 9 пехотен полк, 36 пехотен полк, 87 пехотен полк, 2 пограничен сектор, 1-ва пехотна дивизия, 5-а пехотна дивизия.

## Биография
Киро Жечев е роден на 19 декември 1877 година, брат е на генерал Рафаил Жечев. Завършва Военното на Негово Княжеско Височество училище. Служи в 9-и пехотен пловдивски полк и 36-и пехотен козлодуйски полк. Участва в Балканската война, Междусъюзническата война и Първата световна война. По време на Първата световна война майор Жечев служи в 87-и пехотен полк, като командва 19-а погранична дружина от състава на Първа армия, а по време на Петричкия инцидент (19 – 29 октомври 1925 г.) полковник Жечев е началник на 2-ри пограничен сектор (Св. Врач), който охранява границата в района на боевете.
Служи като интендант на 7-и пехотен рилски полк. През 1923 г. като помощник-команир на 7-и пехотен рилски полк е награден с орден „Св. Александър“ IV степен, а след службата си в полка е назначен отново за началник на 2-ри пограничен сектор. През 1929 г. като началник на 1-ви пехотен софийски полк е награден с орден „Св. Александър“ III степен. На този пост Жечев играе активна роля в Шпионската афера през 1930 година, след която е изпратен в провинцията и е началник на 5-а пехотна дунавска дивизия. От 1931 до 1932 г. е началник на Варненски гарнизон. Уволнен през 1932 г., когато преминава в запаса.

## Семейство
Кирил Жечев е женен и има 2 деца.

## Военни звания
- Подпоручик (1899)
- Поручик (1903)
- Капитан (31 декември 1906)
- Майор (14 юли 1913)
- Подполковник (16 март 1917)
- Полковник (5 април 1920)
- Генерал-майор (3 септември 1928)
- Генерал-лейтенант (15 ноември 1932)

## Награди
- Орден „Св. Александър“ IV степен (1923)
- Орден „Св. Александър“ III степен (1929)